# Новоберекское
Новоберекское (укр. Новоберецьке) — село, 
Ефремовский сельский совет,
Первомайский район,
Харьковская область.
Код КОАТУУ — 6324583503. Население по переписи 2001 года составляет 410 (182/228 м/ж) человек.

## Географическое положение
Село Новоберекское находится возле железнодорожной станции Новоберекская.
На расстоянии до 5 км находятся истоки рек Гомильша, Берека, Берестовая.
К селу примыкает большой лесной массив (дуб).
Рядом проходит автомобильная дорога Т-2107.

## История
- 1675 — дата основания.

## Экономика
- Молочно-товарная ферма.

## Объекты социальной сферы
- Фельдшерско-акушерский пункт.

## Достопримечательности
- У села обнаружены поселения черняховской культуры.